# AN/UQQ-2
AN/UQQ-2 SURveillance Towed Array Sensor System (англ. SURTASS — гидроакустическая система противолодочного наблюдения с буксируемой антенной) — гидроакустическая станция дальнего обнаружения подводных лодок с гибкой протяжённой буксируемой антенной, используемой ВМС США.
Сдвоенная SURTASS может состоять из одной пассивной антенной решётки SURTASS или из двух коротких антенен, буксируемых бок о бок[уточнить]. 
Инженерная сдвоенная версия была установлена на USNS Assertive (T-AGOS-9), а первая серийная модель — на USNS Bold (T-AGOS-12). Оба корабля, впрочем, более не являются носителями системы SURTASS.
По состоянию на 2009 год, SURTASS была установлена на четырёх судах типа «Victorious» и USNS Impeccable (T-AGOS-23) (судно типа SWATH).

## История
Разработка SURTASS началась в 1973 году на базе нового исследовательского судна USS Moana Wave (AGOR-22). 
В 1980 году SURTASS закончила OPEVAL — финальные предсерийные тесты. Новые суда типа «Столуорт» были заказаны 26 сентября 1980 года и были идентичны судну-проторипу USS Moana Wave (AGOR-22). 
Изначально система SURTASS была пассивной и принимала лишь сигналы гидролокаторов. Массив буксировался в нескольких милях позади судна и предназначался для дальнего обнаружения субмарин.
В разработке и производстве UQQ-2 участвовали: Лаборатория прикладной физики Университета Джонса Хопкинса, Лорел, Мэриленд; Центр эксплуатационного обслуживания интегрированной системы подводной разведки и противолодочного наблюдения ВМС США, Норфолк, Виргиния; Raytheon Technical Services, Лонг-Бич, Калифорния; Digital System Resources, Фуллертон, Калифорния; Raytheon Submarine Signal Division, Портсмут, Род-Айленд.
После того, как пассивные системы начали устанавливаться на судах, была разработана активная приставка SURTASS Low Frequency Active (LFA). Активная система должна использоваться в паре с пассивной приёмной. Активная часть, расположенная в кормовой части судна излучает акустический сигнал в диапазоне от 100 до 500 Гц, после чего массив, буксируемый в нескольких милях позади, принимает сигнал, отраженный субмариной. Активная система LFA является обновлённой версией низкочастотной системы наблюдения Project ARTEMIS. 

Хотя ВМС и предприняли меры по уменьшению вреда окружающей среде, общественные организации экологического толка потребовали от них выпустить официальный доклад о влиянии этой системы на экологию. В 1996 году ВМС сообщили о намерении выпустить упомянутый доклад. Флоту пришлось потратить 16 млн долл. на научные изыскания относительно влияния гидролокатора на морских животных и их пути миграции и оформить это в виде официального доклада.
- Система низкочастотного гидролокатора SURTASS на борту USNS Impeccable (T-AGOS-23)[англ.] завершила морские испытания в конце февраля 2004 года. Весной и летом 2004 года USNS Impeccable (T-AGOS-23)[англ.] провела пять тренировочных походов в Филиппинском море и северо-западной части Тихого Океана. Все операции с сонарами LFA, равно как и с "Высокочастотным/Щадящим" полностью удовлетворили требованиям минимализации воздействий[6].
- Общее время работы массива LFA на борту USS Impeccable:

(15 августа 2003 года — 15 августа 2004 года) 26,2 дней и 63,0 часа активного излучения
(15 августа 2004 года — 15 августа 2005 года) 9,4 дней и 22,7 часа активного излучения
(15 августа 2005 года — 15 августа 2006 года) 22,5 дней и 39,4 часа активного излучения.
- До момента инцидента в Южно-Китайском море возле острова Хайнань (март 2009 года)[какого?], судно прослужило пять лет в активном и пассивном режиме поиска в западной части Тихого Океана.

На USNS Impeccable (T-AGOS-23) была установлена оригинальная система LFA, весящая 155 т; для меньшего по размерам класса Victorious была разработана более лёгкая 64-тонная система Compact LFA — CLFA была установлена на USNS Able (T-AGOS-20) в 2008 году, на USNS Effective (T-AGOS-21) в 2011 году и на USNS Victorious (T-AGOS-19) в 2012 году; дальнейшее производство не запланировано.
В 2020 году ВМС США заключили контракт с судостроительной компанией Halter Marine на сумму 981 тыс. долл. на предварительные исследования и проектирование новых судов T-AGOS(X). Они призваны заменить четыре устаревающих судна этого класса типа Victorious. Их водоизмещение составит порядка 6000 т, а корпус будет представлять собой катамаран с малой площадью ватерлинии (SWATH).

## Описание
SURTASS LFA является, всепогодной гидролокаторной системой дальнего действия, обе компоненты которой — как пассивная, так и активная — действуют в низкочастотном диапазоне диапазоне (НЧ) (100—500 Гц).
Активная компонента системы, LFA, является приставкой к пассивной системе обнаружения SURTASS, и предполагается к использованию в условиях, когда производительность пассивной системы представляется недостаточной. LFA представляет собой набор звукоизлучающих элементов, закрепленных на кабеле под днищем судна. Эти элементы, называемые прожекторами, являются приборами, производящими звуковой импульс или пинг. Они преобразуют электрический импульс в механические колебания, которые, в свою очередь, передаются в воду в виде возмущений (вибрации или давления) и дают начало пингу.
Характеристики и особенности работы LFA:
- Источником является вертикальный линейный массив (VLA) отдельных звеньев, именуемые «прожекторами» (до 18 штук), закрепленных под днищем судна. Излучаемый LFA импульс является круговым (полные 360 градусов) по горизонтали (номинальная глубина расположения центра массива 120 м), с небольшой вертикальной толщиной луча и возможностью «наклона» направления импульса относительно горизонтали.
- Частота излучаемого сигнала от 100 до 500 Гц (конструктивно LFA по физическим причинам не может излучать на частоте ниже 100 Гц). Могут быть использованы различные сигналы, включая непрерывную волну (CW) и частотную модуляцию (FM). Частота сигнала составляет примерно 30 Гц.
- Обычный сонарный сигнал LFA представляет собой не постоянный тон, а пакет волн, различающихся по частоте и длительности. Вся последовательность излученного сигнала может длиться от 6 до 100 секунд и называется пинг. Длительность отдельной волны в сигнале, впрочем, никогда не превышает 10 секунд.
- Рабочий цикл (соотношение времени включения к общему времени) менее 20 % (20 % это максимальный физический предел для системы LFA). Обычно рабочий цикл составляет от 7,5 до 10 %.
- Время между импульсами обычно от 6 до 15 минут.

Пассивной или приёмной частью системы является SURTASS, которая обнаруживает эхо, отраженное от подводных сигналов, например субмарин, при помощи гидрофонов (эти устройства преобразуют механическую энергию (звуковая волна) в электрический сигнал, анализируемый затем системой обработки гидролокатора). 
Гидрофоны SURTASS смонтированы в виде горизонтального приёмного массива, буксируемого позади судна. Длина массива составляет 1500 м, а рабочая глубина от 150 до 460 м. Для поддержки глубины погружения массива гидрофонов судно SURTASS LFA должно выдерживать минимальную скорость порядка 6 км/ч (3,2 узла). 
Возвращенный сигнал или эхо обычно слабее уровня природного шума, поэтому, для обнаружения потенциальной подводной цели, после получения он усиливается, идентифицируется и обрабатывается.